# رحلة فضاء بشرية
الرحلات الفضائية المأهولة (وتُعرف أيضًا باسم الرحلات الفضائية المأهولة بالبشر أو الرحلات الفضائية المزوّدة بطاقم)، هي رحلات فضائية يكون على متن المركبة الفضائية طاقم بشري أو ركّاب، وغالبًا ما تُدار هذه المركبات مباشرة من قِبل الطاقم الموجود على متنها. كما يمكن تشغيل المركبات الفضائية عن بُعد من محطات أرضية على كوكب الأرض، أو بشكل ذاتي دون تدخل بشري مباشر. ويُطلق على الأشخاص المدربين على السفر إلى الفضاء اسم روّاد الفضاء (في الولايات المتحدة وغيرها)، أو روّاد الفضاء الروس (كوزمونات)، أو روّاد الفضاء الصينيين (تايكونات)، أما غير المتخصصين فيُشار إليهم بمصطلح مشاركي الرحلات الفضائية أو مسافري الفضاء.
أول إنسان سافر إلى الفضاء هو رائد الفضاء السوفيتي يوري غاغارين، الذي انطلق ضمن برنامج "فوستوك" التابع للاتحاد السوفيتي في 12 أبريل 1961، وهو الحدث الذي شكّل بداية سباق الفضاء. وبعد ذلك، في 5 مايو 1961، أصبح آلان شيبرد أول أمريكي يذهب إلى الفضاء ضمن برنامج ميركوري. وقد سافر البشر إلى القمر تسع مرات بين عامي 1968 و1972 ضمن برنامج أبولو الأمريكي، كما حافظ البشر على وجود دائم في الفضاء منذ أكثر من 24 عامًا و207 أيام عبر محطة الفضاء الدولية. وفي 15 أكتوبر 2003، أصبح يانغ ليوي أول رائد فضاء صيني ينطلق إلى الفضاء ضمن مهمة شنتشو 5، وهي أول رحلة فضائية مأهولة للصين.
وحتى مارس 2025، لم يسافر البشر إلى ما بعد المدار الأرضي المنخفض منذ مهمة أبولو 17 في ديسمبر 1972.
في الوقت الحالي، تُعد الولايات المتحدة وروسيا والصين الدول الوحيدة التي تمتلك برامج حكومية أو تجارية قادرة على تنفيذ رحلات فضائية مأهولة. كما تعمل شركات فضاء خاصة على تطوير برامجها الخاصة بالرحلات البشرية، سواء لأغراض السياحة الفضائية أو الأبحاث التجارية في الفضاء. وقد كانت أول رحلة فضاء بشرية خاصة رحلة شبه مدارية على متن مركبة SpaceShipOne في 21 يونيو 2004، في حين كانت أول رحلة تجارية مأهولة إلى المدار بواسطة شركة سبيس إكس في مايو 2020، حيث نقلت رواد فضاء من وكالة ناسا إلى محطة الفضاء الدولية بموجب عقد مع الحكومة الأمريكية.

## التاريخ

### فترة الحرب الباردة
تطورت القدرة على تنفيذ الرحلات الفضائية المأهولة لأول مرة خلال الحرب الباردة بين الولايات المتحدة الأمريكية والاتحاد السوفيتي. فقد طورت الدولتان صواريخ باليستية عابرة للقارات لنقل الأسلحة النووية، وأدى ذلك إلى إنتاج صواريخ قوية بما يكفي لإطلاق أول الأقمار الصناعية إلى المدار الأرضي المنخفض.

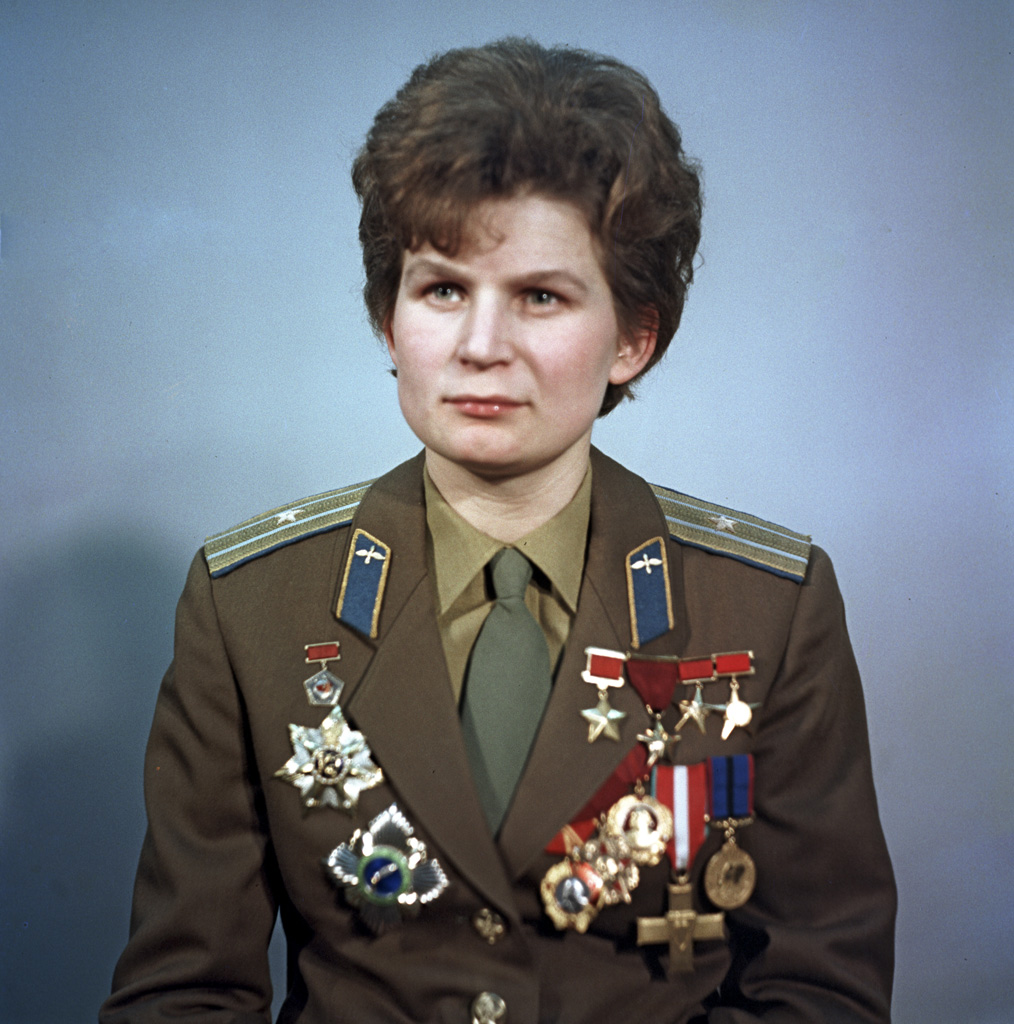
فالنتينا تيريشكوفا، أول امرأة في الفضاء ، 1963

وبعد أن أطلق الاتحاد السوفيتي أول أقمار صناعية عامي 1957 و1958، بدأت الولايات المتحدة العمل على برنامج ميركوري بهدف إرسال روّاد فضاء إلى المدار. في المقابل، كان الاتحاد السوفيتي يعمل سرًا على برنامج فوستوك لنفس الهدف، ونجح في إرسال أول إنسان إلى الفضاء، وهو رائد الفضاء يوري غاغارين، الذي انطلق على متن مركبة فوستوك 1 بواسطة صاروخ Vostok 3KA في 12 أبريل 1961، وأكمل دورة واحدة حول الأرض.
أما الولايات المتحدة، فقد أطلقت أول رائد فضاء أمريكي، آلان شيبرد، في 5 مايو 1961 على متن مركبة Freedom 7 بصاروخ ميركوري-ريدستون، في رحلة شبه مدارية. وعلى خلاف غاغارين، كان شيبرد يتحكم يدويًا باتجاه المركبة. ثم في 20 فبراير 1962، أصبح جون غلين أول أمريكي يدور حول الأرض، على متن مركبة Friendship 7 بصاروخ ميركوري-أطلس.
وخلال هذه الفترة، أطلق الاتحاد السوفيتي خمسة روّاد فضاء آخرين ضمن كبسولات فوستوك، من بينهم أول امرأة في الفضاء، فالنتينا تيريشكوفا، التي انطلقت على متن فوستوك 6 في 16 يونيو 1963. وحتى عام 1963، أطلقت الولايات المتحدة رائدين فقط في رحلات شبه مدارية، وأربعة إلى المدار، بالإضافة إلى رحلتين ضمن برنامج الطائرة الصاروخية X-15 (الرحلتين 90 و91، بقيادة جوزيف ووكر) واللتين تجاوزتا خط كارمان، وهو الحد الفاصل بين الغلاف الجوي والفضاء على ارتفاع 100 كيلومتر وفقًا لـ الاتحاد الدولي للطيران.
في عام 1961، صعَّد الرئيس الأمريكي جون كينيدي سباق الفضاء بإعلانه عن هدف الولايات المتحدة في إرسال رجل إلى القمر وإعادته بأمان إلى الأرض قبل نهاية عقد الستينيات. وفي العام نفسه، بدأ برنامج أبولو الذي تضمن إرسال كبسولات تحمل ثلاثة رواد على متن صواريخ من عائلة ساتورن. كما بدأ في عام 1962 برنامج جيميني، والذي أطلق 10 بعثات مأهولة بطاقمين على متن صواريخ Titan II خلال عامي 1965 و1966. وكان الهدف من جيميني دعم أبولو بتطوير الخبرة الأمريكية في الرحلات المدارية وتقنيات التحضير للهبوط على القمر.

في تلك الأثناء، لم يعلن الاتحاد السوفيتي عن نواياه لإرسال البشر إلى القمر، وبدلاً من ذلك حاول توسيع حدود مركبة فوستوك أحادية الطاقم عبر تطويرها إلى كبسولة فوسخود ثنائية أو ثلاثية الطاقم، للتنافس مع برنامج جيميني. وقد أطلق السوفييت رحلتين مداريتين عامي 1964 و1965، وحققوا أول سير في الفضاء، والذي قام به أليكسي ليونوف على متن فوسخود 2 في 8 مارس 1965. إلا أن فوسخود لم تكن تملك قدرة جيميني على المناورة في المدار، وتم إيقاف البرنامج لاحقًا.

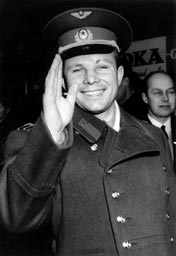
يوري غاغارين، أول شخص يصعد إلى الفضاء، وأول شخص يدور حول الأرض

ورغم أن رحلات جيميني لم تحقق أول عملية سير في الفضاء، فإنها تفوقت على السوفييت لاحقًا من خلال عدة منجزات: تنفيذ العديد من السير في الفضاء، التغلب على مشكلة إرهاق الرواد في ظل انعدام الجاذبية، إثبات قدرة البشر على البقاء في الفضاء لمدة أسبوعين، وتنفيذ أول التحام (رانديفو) وربط بين مركبتين في الفضاء.
نجحت الولايات المتحدة في تطوير صاروخ ساتورن 5 اللازم لإرسال مركبة أبولو إلى القمر، وأطلقت بعثة أبولو 8 في ديسمبر 1968 حاملة فرانك بورمان، جيمس لوفل، وويليام أندرز، ودارت عشر مرات حول القمر. وفي 21 يوليو 1969، حققت بعثة أبولو 11 هدف كينيدي بهبوط نيل أرمسترونغ وباز ألدرين على سطح القمر، وعادوا مع مايكل كولينز يوم 24 يوليو.
حتى عام 1972، هبطت ست بعثات من أبولو على القمر، ونزل 12 رائد فضاء على سطحه، قاد نصفهم مركبات كهربائية على السطح. أما طاقم أبولو 13 (جيم لوفل، جاك سويغرت، فريد هايس)، فقد نجا من فشل كبير أثناء الرحلة، حيث داروا حول القمر دون الهبوط، وعادوا بأمان إلى الأرض.
خلال هذه الفترة، كان الاتحاد السوفيتي يعمل بسرّية على برامج التحليق والهبوط البشري على القمر. وقد طور بنجاح مركبة سويوز ثلاثية الطاقم لاستخدامها في البرنامج القمري، لكنه فشل في تطوير صاروخ N1 اللازم للهبوط البشري على القمر، فألغى برامجه القمرية في عام 1974. وبعد خسارته سباق القمر، ركّز على تطوير محطات الفضاء، حيث استُخدمت مركبة سويوز لنقل روّاد الفضاء من وإلى المحطات. وبدأ ذلك بسلسلة من محطات ساليوت التشغيلية من 1971 حتى 1986.

### عصر ما بعد أبولو

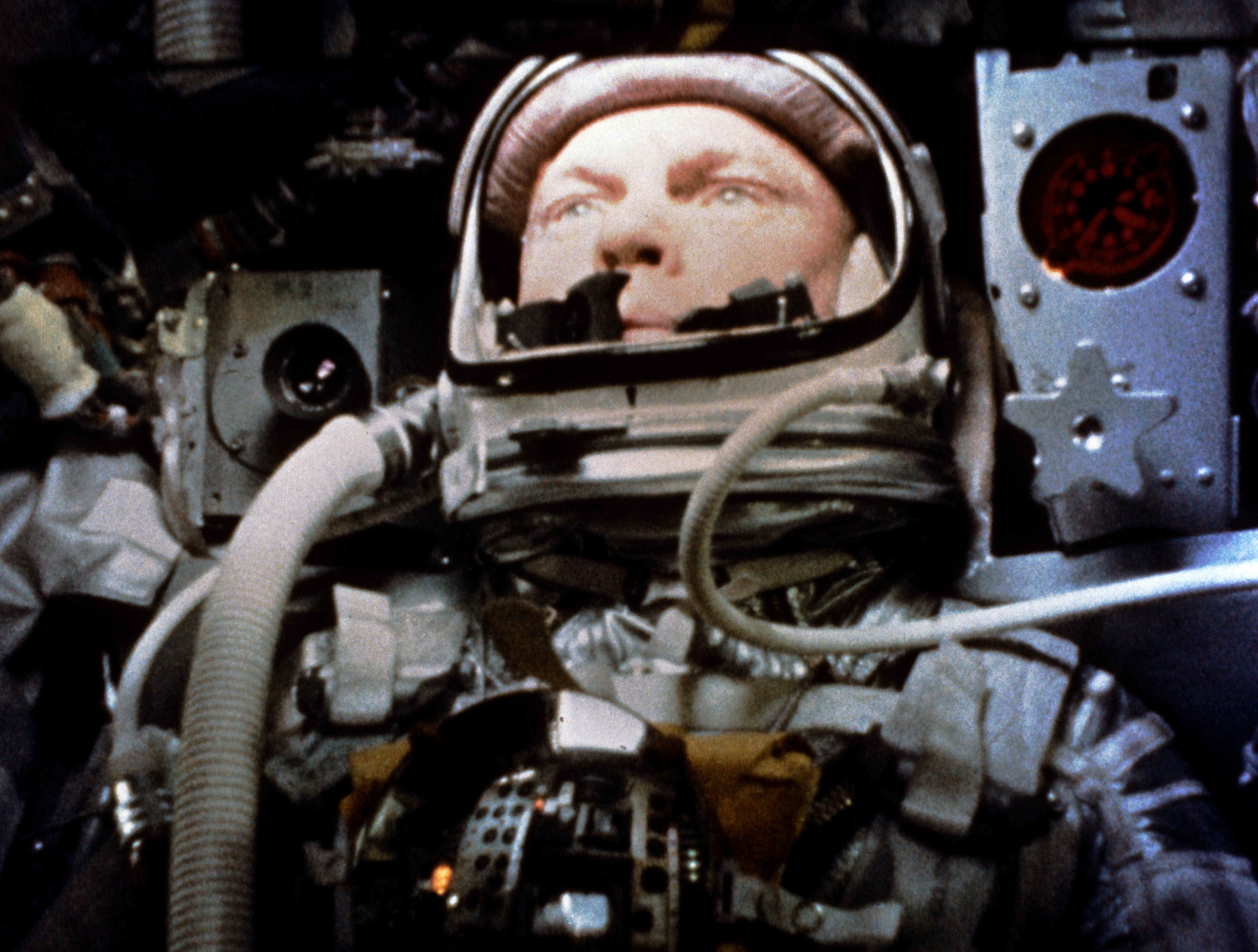
جون جلين، أول أمريكي يدور حول الأرض ، 1962

في عام 1969، عيّن الرئيس ريتشارد نيكسون نائبه سبيرو أغنيو لرئاسة مجموعة مهام الفضاء بهدف تقديم توصيات لبرامج الرحلات الفضائية المأهولة التالية لبرنامج أبولو. وقد اقترحت المجموعة نظامًا طموحًا يُعرف بـ نظام النقل الفضائي، يرتكز على مكوك فضائي قابل لإعادة الاستخدام. كان النظام المقترح يتكوّن من مرحلة مدارية مجنّحة (مكوك) مزودة بخزانات وقود داخلية وتعمل بالهيدروجين السائل، تُطلق باستخدام معزّز دفع أكبر حجمًا يعمل بالكيروسين، وكلا المرحلتين مزودتان بمحركات نفاثة للتوجّه عند العودة والهبوط على مدرج في مركز كينيدي للفضاء. وشملت مكونات النظام الأخرى:
- محطة فضائية دائمة قابلة للتوسعة،
- قاطرة فضائية قابلة لإعادة الاستخدام
- وعبّارة كوكبية تعمل بالطاقة النووية،

وذلك تمهيدًا لإرسال بعثة مأهولة إلى المريخ بحلول عام 1986 أو في وقت لاحق حتى عام 2000، حسب مستوى التمويل المتاح.

إلا أن نيكسون أدرك أن المناخ السياسي الأمريكي لن يدعم تمويلًا من الكونغرس لمشروع بهذه الطموحات، فقام بإلغاء جميع المقترحات باستثناء المكوك الفضائي، وربما يتبعه لاحقًا بناء المحطة الفضائية. وتم تقليص خطة المكوك لتقليل المخاطر والتكلفة ومدة التطوير، فتم استبدال المعزز القابل لإعادة الاستخدام بمحرّكات صلبة مزدوجة يمكن إعادة استخدامها، كما استُبدلت خزانات الوقود الداخلية للمكوك بخزان خارجي يُستخدم مرة واحدة لتزويد المحركات الرئيسية بالهيدروجين السائل. وكان على المكوك أن يهبط بدون طاقة (هبوط انزلاقي).

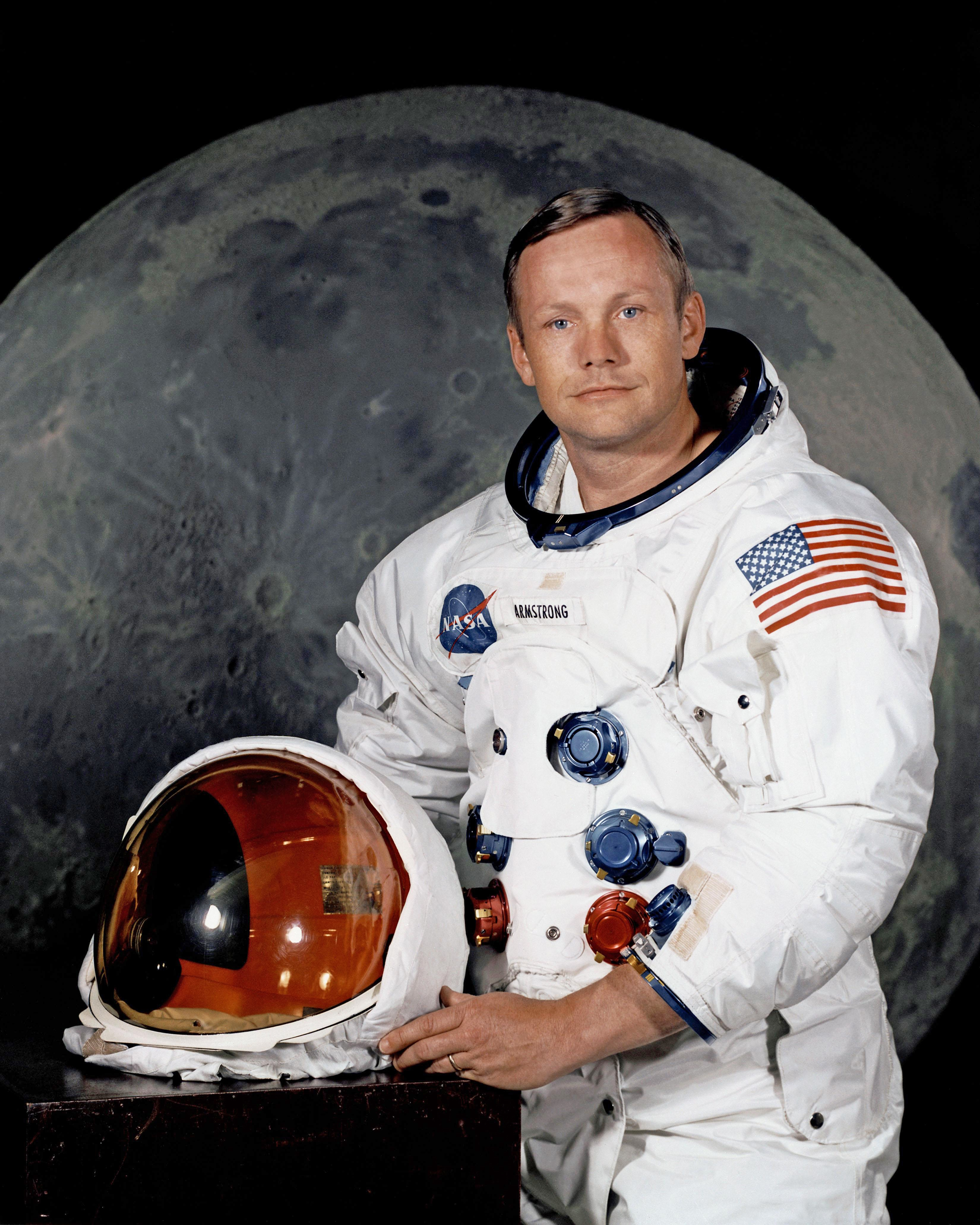
نيل أرمسترونغ، أول شخص تطأ قدمه سطح القمر عام 1969

في عام 1973، أطلقت الولايات المتحدة محطة سكاي لاب المؤقتة، وقد أقام فيها ثلاث طواقم لمدد بلغ مجموعها 171 يومًا، تم نقلهم عبر مركبة أبولو. خلال تلك الفترة، كانت هناك مفاوضات لتخفيف التوترات في الحرب الباردة بين نيكسون والأمين العام السوفيتي ليونيد بريجنيف، وهي المرحلة التي عُرفت بـ الانفراج.
وخلال هذا الانفراج، تم التفاوض على برنامج أبولو-سويوز، حيث تم إطلاق مركبة أبولو مزودة بوحدة التحام خاصة لتلتقي وتلتحم بمركبة سويوز 19 في عام 1975. وقد تصافح الرواد الأمريكيون والسوفييت في الفضاء، لكن الرحلة كانت ذات طابع رمزي بحت.
استمر التنافس بين البلدين في الفضاء، حيث بدأت الولايات المتحدة بتطوير مكوك الفضاء وخطط بناء محطة الفضاء "فريدوم". وفي المقابل، أطلق الاتحاد السوفيتي ثلاث محطات "ألماز" العسكرية من عام 1973 حتى 1977، تم تمويهها كمحطات "ساليوت". وبعدها، بدأوا بتطوير محطة "مير" (Mir)، وهي أول محطة فضائية نصف دائمة ومكونة من وحدات متعددة، وتم بناؤها بين عامي 1986 و1996. دارت محطة مير حول الأرض على ارتفاع 354 كم، وبميل مداري قدره 51.6 درجة، وكانت مأهولة لمدة 4592 يومًا، وتم توجيهها نحو دخول مدروس للغلاف الجوي في عام 2001.
بدأت رحلات مكوك الفضاء في عام 1981، لكن الكونغرس الأمريكي لم يوافق على التمويل الكافي لتحويل محطة "فريدوم" إلى واقع. تم بناء أسطول من أربعة مكوكات: كولومبيا، تشالنجر، ديسكفري، أتلانتس. وبني مكوك خامس إنديفور، ليحل محل تشالنجر الذي تحطم أثناء الإطلاق في 28 يناير 1986، مما أدى إلى مقتل سبعة رواد فضاء.
بين عامي 1983 و1998، نفّذت 22 رحلة من مكوك الفضاء حملت مكونات لمحطة أوروبية مؤقتة تُعرف بـ سبايس لاب، كانت توضع في حجرة الحمولة داخل المكوك.
قام الاتحاد السوفيتي بتقليد مكوك الفضاء الأمريكي، وأنتج نسخة قابلة لإعادة الاستخدام تُعرف باسم "بوران". كان من المخطط إطلاق بوران باستخدام صاروخ "إنرغيا" الذي يُستخدم مرة واحدة. وتميز بوران بقدرته على تنفيذ رحلات مدارية آلية والهبوط بدون طاقم. وعلى عكس المكوك الأمريكي، لم يكن لدى بوران محركات رئيسية كبيرة، بل استخدم محركات أصغر لإكمال الالتحام المداري.
تم تنفيذ رحلة تجريبية غير مأهولة واحدة في نوفمبر 1988، وكان من المقرر إجراء رحلة ثانية في عام 1993، لكن البرنامج أُلغي بسبب نقص التمويل وانهيار الاتحاد السوفيتي في عام 1991. لم تكتمل بناء مركبتين أخريين، وتم تدمير المركبة الوحيدة التي قامت بالرحلة التجريبية عندما انهار سقف الحظيرة فوقها في مايو 2002.

### التعاون الأمريكي الروسي
مع انهيار الاتحاد السوفيتي عام 1991، وضعت الحرب الباردة أوزارها، مما أتاح فرصة حقيقية للتعاون بين الولايات المتحدة وروسيا في مجال استكشاف الفضاء. انتقلت برامج الفضاء السوفيتية، مثل "سويوز" و"مير"، إلى وكالة الفضاء الروسية الجديدة التي أصبحت تُعرف لاحقًا باسم "روسكوسموس".
شهدت تلك المرحلة إطلاق برنامج شاتل-مير، الذي تمثل في زيارات مكوكات الفضاء الأمريكية إلى محطة "مير"، ومشاركة رواد فضاء روس في رحلات على متن المكوك الأمريكي، بالإضافة إلى إرسال رائد فضاء أمريكي في مهمة طويلة على متن مركبة "سويوز" إلى محطة "مير".
وفي عام 1993، نجح الرئيس الأمريكي بيل كلينتون في التوصل إلى اتفاق مع روسيا لدمج مشروع محطة الفضاء الأمريكية "فريدوم" ضمن مشروع دولي مشترك، هو محطة الفضاء الدولية. وقد بدأت عمليات بناء المحطة في عام 1998، بجهود تعاونية جمعت بين الدولتين.
تدور محطة الفضاء الدولية على ارتفاع يبلغ نحو 409 كيلومترات، وبميل مداري يقدر بـ51.65 درجة. وقد ساهمت العديد من رحلات مكوك الفضاء الأمريكي، التي بلغ عددها 135 رحلة، في عمليات التجميع والتزويد ودعم أطقم الرواد. وتولت روسيا تنفيذ ما يقارب نصف مكونات المحطة، مؤكدة بذلك استمرار شراكتها الفاعلة مع الولايات المتحدة في هذا المشروع الفضائي الحيوي.